# Moustier-en-Fagne
Moustier-en-Fagne település Franciaországban, Nord megyében. Lakosainak száma 61 fő (2022. január 1.). Moustier-en-Fagne Eppe-Sauvage, Trélon, Wallers-en-Fagne, Baives és Chimay községekkel határos.

## Népesség
A település népességének változása:
| Lakosok száma | 60   | 61   | 62   | 59   | 59   | 58   | 58   | 60   | 61   |
|               | 2013 | 2015 | 2016 | 2017 | 2018 | 2019 | 2020 | 2021 | 2022 |